# Нова Весь (гміна Гожув-Шльонський)
Нова Весь (пол. Nowa Wieś, нім. Neudorf) — село в Польщі, у гміні Гожув-Шльонський Олеського повіту Опольського воєводства.
Населення — 232 особи (2011).
У 1975—1998 роках село належало до Ченстоховського воєводства.

## Демографія
Демографічна структура станом на 31 березня 2011 року:
|          | Загалом | Допрацездатний вік | Працездатний вік | Постпрацездатний вік |
| -------- | ------- | ------------------ | ---------------- | -------------------- |
| Чоловіки | 119     | 23                 | 85               | 11                   |
| Жінки    | 113     | 16                 | 69               | 28                   |
| Разом    | 232     | 39                 | 154              | 39                   |